# Judith Chapman
Judith Chapman (Greenville, South Carolina, 15 november 1951) is een Amerikaans soapactrice.
Chapman, geboren Shepard, begon haar carrière in 1975 in de soap As the World Turns met de rol Nathalie Bannon Hughes die haar de bijnaam Nasty Nathalie opleverde omdat ze een achterbaks personage was. Na drie jaar verliet ze de show.
Van 1984 tot 1986 speelde ze Ginny Blake Webber bij General Hospital en later ging ze ook naar Days of our Lives (1989-1990, 1991) waar ze gestalte gaf aan Anjelica Deveraux.
Verder speelde ze nog in vele andere series mee en ook films mee.
In januari 2005 nam ze de rol van Gloria Fisher Abbott over van Joan Van Ark bij The Young and the Restless.
Ze speelt ook theater en is mede-eigenaar van een restaurant.